# Hellmuth Götze
Hellmuth Götze (* 2. September 1886 in Leipzig; † 7. März 1942 in Berlin) war ein deutscher Theaterschauspieler und Theaterintendant.

## Leben
Götze wurde als Sohn eines Leipziger Buchhändlers geboren, besuchte das Realgymnasium in seiner Geburtsstadt und absolvierte anschließend eine dreijährige kaufmännische Lehre. Danach gab er aber seinen erlernten Beruf auf und wurde Schauspieler. In den folgenden Jahren hatte er Engagements am Stadttheater Eisenach (1906–1907), am Stadttheater Elbing (1907–1909), am Landestheater Neustrelitz (1909–1910), am Stadttheater Zittau (1910–1911) und schließlich am Stadttheater Breslau (1911–1913), wo er im Sommer 1913 auch Oberspielleiter des Naturtheaters der Jahrhundertausstellung war. Später im gleichen Jahr wurde er als Oberspielleiter an das Stadttheater Rostock und 1914 an das Neue Schauspielhaus Königsberg berufen. Von 1914 bis 1919 leistete Götze als Leutnant der Reserve Kriegsdienst. Von 1919 bis 1922 leitete er die Mittelrheinische Verbandsbühne mit Sitz in Bad Godesberg und war anschließend bis 1927 Intendant des Stadttheaters in Trier, wo er durch seine Neuinszenierungen auffiel, erstmals große Festspielwochen einrichtete und das Theater erfolgreich durch die durch Inflation und Separatismus bedingten Schwierigkeiten brachte. 1927 wurde Götze schließlich als Intendant an das Landestheater in Oldenburg berufen. Mit großem Erfolg inszenierte er 1929 die expressionistische Oper Wozzeck von Alban Berg, die Dreigroschenoper von Bertolt Brecht und Kurt Weill sowie das pazifistische Drama U-Boot S 4 von Günter Weisenborn. Die Bühnenbilder dazu schuf meist der begabte Ernst Rufer.
Ab 1931 hatte Götze zunehmend Meinungsverschiedenheiten mit den politisch rechtsstehenden Mitgliedern des Theaterausschusses. Dies führte schließlich dazu, dass Götze am 25. Januar 1932 seinen Vertrag zum 31. Juli 1932 kündigte. Unter seinem Nachfolger Rolf Roenneke und dem Oberspielleiter Gustav Rudolf Sellner wurde das Theater zum kulturpolitischen Instrument der Nationalsozialisten. Ab 1932 leitete Götze dann das Stadttheater in Magdeburg und war von 1934 bis 1935 Intendant des Theaters am Nollendorfplatz in Berlin.
Als progressiver Intendant und Regisseur versuchte Götze, dem Publikum das moderne Zeittheater nahezubringen. Insbesondere in den Zeiten des erstarkenden Nationalsozialismus war dies ein wichtiges und mutiges Anliegen. Seine Aufführung des Wozzeck – nach Berlin, Prag und Leningrad war Oldenburg erst das vierte Theater, an dem die Oper gespielt wurde –, veranlasste viele weitere Bühnen, sich ebenfalls dieses Werkes anzunehmen.